# Ask (Gjerdrum)
Ask est une localité norvégienne et  le centre administratif de la commune de Gjerdrum, comté d'Akershus. La localité est située à sept kilomètres à l'ouest du village de Kløfta localité de la commune voisine d'Ullensaker. 
Une partie des habitations ont été détruites le 30 décembre 2020 à la suite d'un glissement de terrain. 